# I (西野加奈單曲)
《I》是日本的女歌手西野加奈的第1張單曲，在2008年2月20日由SME Records Inc.發售。

## 概要
- 「I」是西野加奈出道的第一張單曲，亦是日本電視台「音樂戰士 MUSIC FIGHTER」2008年2月份POWER PLAY和中京電視台「TA☆RO」2008年2月份片尾曲。
- 此單曲只有「CD ONLY」和「I　～SiZK "Water Drop" MiX～（完全生産限定黑膠唱盤）」2個版本。
- 在3月3日於公信榜單曲週排行榜取得第155位。
- 「I」的英文版「I Don't Wanna Know」於2008年1月1日先行在美國作為數位單曲發行。

## 收錄內容

### CD ONLY
1. I
（作詞：Kana Nishino / 作曲：Olivia Nervo, Miriam Nervo, Bobby Huff / 編曲：SiZK）
2. In Stereo
（作詞：BJORKLUND JOAKIM JAN / 作曲：NERVO MIRIAM）
3. Just a friend
（作詞：Kana Nishino / 作曲・編曲：Tomoshige Gonda）

### I ～SiZK "Water Drop" MiX～（完全生産限定黑膠唱盤）
1. I ～SiZK "Water Drop" MiX～
2. I ～SiZK "Water Drop" MiX～ instrumental
3. I Don't Wanna Know　～popdance mix～
4. I Don't Wanna Know　～popdance mix～　instrumental